# Número primo truncable
En teoría de números, un número primo truncable por la izquierda es un número primo que, en una base dada, no contiene ningún 0, y si el dígito inicial (izquierdo) se elimina sucesivamente, entonces todos los números resultantes son primos. Por ejemplo, 9137 es un primo truncable, porque 9137, 137, 37 y 7 son primos. La representación en base 10 es la más frecuente y la que se usa en este artículo.
Un primo truncable por la derecha es un primo que sigue siendo primo cuando se elimina sucesivamente el último dígito (el derecho). 7393 es un ejemplo de primo truncable por la derecha, ya que 7393, 739, 73 y 7 son todos primos.
Un primo truncable por la izquierda y por la derecha es un primo que sigue siendo primo si los dígitos inicial (izquierdo) y último (derecho) se eliminan simultáneamente hasta llegar a uno o dos dígitos. El número 1825711 es un ejemplo de primo truncable por la izquierda y por la derecha, ya que 1825711, 82571, 257 y 5 son todos primos.
En base 10, hay exactamente 4260 primos truncables por la izquierda, 83 primos truncables por la derecha y 920.720.315 primos truncables por la izquierda y por la derecha.

## Historia
Un autor llamado Leslie E. Card en los primeros volúmenes del Journal of Recreational Mathematics (que comenzó a publicarse en 1968) consideró un tema cercano al de los primos truncables por la derecha, llamando primos en bola de nieve a secuencias de números primos generadas al agregar secuencialmente dígitos a la derecha a un número inicial no necesariamente primo.
La discusión del tema se remonta al menos a la edición de noviembre de 1969 de Mathematics Magazine, donde dos coautores (Murray Berg y John E. Walstrom) llamaron primos primos a los números primos truncables.

## Primos decimales truncables
Hay 4260 primos truncables por la izquierda:
2, 3, 5, 7, 13, 17, 23, 37, 43, 47, 53, 67, 73, 83, 97, 113, 137, 167, 173, 197, 223, 283, 313, 317, 337, 347, 353, 367, 373, 383, 397, 443, 467, 523, 547, 613, 617, 643, 647, 653, 673, 683, 743, 773, 797, 823, 853, 883, 937, 947, 953, 967, 983, 997, ... (sucesión A024785 en OEIS)
El más grande es el 357686312646216567629137, de 24 dígitos.
Hay 83 primos truncables por la derecha. La lista completa es la siguiente:
2, 3, 5, 7, 23, 29, 31, 37, 53, 59, 71, 73, 79, 233, 239, 293, 311, 313, 317, 373, 379, 593, 599, 719, 733, 739, 797, 2333, 2339, 2393, 2399, 2939, 3119, 3137, 3733, 3739, 3793, 3797, 5939, 7193, 7331, 7333, 7393, 23333, 23339, 23399, 23993, 29399, 31193, 31379, 37337, 37339, 37397, 59393, 59399, 71933, 73331, 73939, 233993, 239933, 293999, 373379, 373393, 593933, 593993, 719333, 739391, 739393, 739397, 739399, 2339933, 2399333, 2939999, 3733799, 5939333, 7393913, 7393931, 7393933, 23399339, 29399999, 37337999, 59393339, 73939133 (sucesión A024770 en OEIS)
El más grande es el 73939133 de 8 dígitos. Todos los números primos por encima de 5 terminan con el dígito 1, 3, 7 o 9, por lo que un número primo truncable por la derecha solo puede contener esos dígitos después del dígito inicial.
Hay 920.720.315 primos truncables por la izquierda y por la derecha:
2, 3, 5, 7, 11, 13, 17, 19, 23, 29, 31, 37, 41, 43, 47, 53, 59, 61, 67, 71, 73, 79, 83, 89, 97, 127, 131, 137, 139, 151, 157, 173, 179, 223, 227, 229, 233, 239, 251, 257, 271, 277, 331, 337, 353, 359, 373, 379, 421, 431, 433, 439, 457, 479, 521, 523, 557, 571, 577, 631, 653, 659, 673, 677, 727, 733, 739, 751, 757, 773, 821, 823, 827, 829, 839, 853, 857, 859, 877, 929, 937, 953, 971, 977, 1117, 1171, 1193, 1231, 1237, 1291, 1297, 1319, 1373, 1433, 1439, 1471, 1531, 1597, 1613, 1619, ... (sucesión A077390 en OEIS)
Hay 331.780.864 primos truncables por izquierda y derecha con un número impar de dígitos. El mayor es el primo de 97 dígitos 7228828176786792552781668926755667258635743361825711373791931117197999133917737137399993737111177.
Hay 588.939.451 primos truncables por izquierda y derecha con un número par de dígitos. El mayor es el primo de 104 dígitos 91617596742869619884432721391145374777686825634291523771171391111313737919133977331737137933773713713973.
Hay 15 números primos que son tanto truncables por la izquierda como por la derecha. Se les ha llamado primos de dos caras. La lista completa:
2, 3, 5, 7, 23, 37, 53, 73, 313, 317, 373, 797, 3137, 3797, 739397 (sucesión A020994 en OEIS)
Un primo truncable por la izquierda se llama restringido si todas sus extensiones por la izquierda son compuestas, es decir, no hay otro primo truncable por la izquierda del cual este primo sea la cola truncada por la izquierda. Por lo tanto, 7937 es un primo truncable por la izquierda restringido porque los nueve números de 5 dígitos que terminan en 7937 son todos compuestos, mientras que 3797 es un primo truncable por la izquierda que no está restringido porque 33797 también es primo.
Hay 1442 números primos truncables por la izquierda restringidos:
2, 5, 773, 3373, 3947, 4643, 5113, 6397, 6967, 7937, 15647, 16823, 24373, 33547, 34337, 37643, 56983, 57853, 59743, 62383, 63347, 63617, 69337, 72467, 72617, 75653, 76367, 87643, 92683, 97883, 98317, ... (sucesión A240768 en OEIS)
De manera similar, un número primo truncable por la derecha se llama restringido si todas sus extensiones por la derecha son compuestas. Hay 27 números primos truncables por la derecha restringidos:
53, 317, 599, 797, 2393, 3793, 3797, 7331, 23333, 23339, 31193, 31379, 37397, 73331, 373393, 593993, 719333, 739397, 739399, 2399333, 7393931, 7393933, 23399339, 29399999, 37337999, 59393339, 73939133 (sucesión A239747 en OEIS)

## Otras bases
Si bien la primalidad de un número no depende del sistema de numeración utilizado, los primos truncables se definen solo en relación con una base dada. Una variación consiste en eliminar 2 o más dígitos decimales a la vez. Esto es matemáticamente equivalente a usar la base 100 o un potencia de diez mayor, con la restricción de que los dígitos de la base 10n deben ser al menos 10n-1, para que coincida con un número decimal de n dígitos sin un 0 inicial.